# Jean Poliatschek
Pour les articles homonymes, voir Poliatschek.
Jean Poliatschek (né le 14 janvier 1914 à Toulouse et mort le 27 février 1993) est un rabbin français puis professeur à l'université Bar-Ilan à Ramat Gan en Israël.

## Éléments biographiques
Jean Poliatschek est né le 14 janvier 1914 à Toulouse.
Son père, Moïse Poliatschek (1885, Lydda, Russie-), après avoir été rabbin d'Altkirch, en Alsace est le rabbin de Toulouse en 1914. Il devient aumônier militaire, durant la Première Guerre mondiale.
Il fait ses études pour devenir rabbin au Séminaire Israélite de France.

### La Seconde Guerre mondiale
Le rabbin Claude Heymann écrivant en 2010 un texte sur son père, Raymond Heymann (1919-2009) raconte:
"C'est au Puy que Raymond Heymann fait alors la connaissance du futur rabbin Jean Poliatschek (1914-1993) qui s'y est réfugié. Il y passera Pessa'h 1944 avec un groupe de jeunes, que Jean Poliatschek a réunis pour un seder inoubliable dans l'arrière-salle d'un restaurant, avec une bonne vingtaine de convives qui chantent à tue-tête malgré le couvre-feu, alors qu'on entend
"sur les pavés le pas cadencé des troupes mongoles de la Wehrmacht qui patrouillai)ent..."

### Rabbin à Thann puis à Metz
En 1948, il est nommé rabbin à Thann (Haut-Rhin), puis en mars 1949, Poliatschek, comme son père, est rabbin d'Altkirch, en Alsace.
Il est rabbin de Metz en 1952.

### Professeur d'université en Israël
Après avoir fait son Alya, il habite à Jérusalem, Rehov Breuer, avec sa femme et ses trois filles.
Jean Poliatschek enseigne à l'Université de Bar-Ilan et à l'université Hébraïque de Jérusalem au département de français. Il a, entre autres, comme élève l'historien Jacques Halbronn, au cours de l'année 1968-1969 qui rédige un mémoire consacré à l'"Emploi du Temps" (1956) de Michel Butor.

### Traducteur
Jean Poliatscheck avec Aron Wolf traduit l'ouvrage de Moise Hayyim Luzzato, Le sentier de rectitude en 1956 à Paris avec une préface de Georges Vajda et un liminaire d'André Chouraqui.
Léon Ashkénazi (aussi connu sous le nom de Manitou) en 1985 trouve la traduction de Messilat Yesharim de Luzzato en Sentier de rectitude par Poliatschek très juste.

### Ruth Blauet Jean Poliatschek
En 1951, la même année où elle se convertit selon la halakha (sa deuxième conversion), Madeleine Ferraille, qui deviendra Ruth Ben-David, puis plus tard Ruth Blau commence une relation avec Jean Poliatschek,. Il a 37 ans, elle a 31 ans. Cette relation va durer deux ans, de 1951 à 1953.
Dans son autobiographie, Ruth Blau mentionne sa relation avec Poliatschek, sans le nommer. Après le décès de sa mère, en 2000, son fils Ouriel Ben-David n'hésite pas à le nommer.
Ruth Blau (1978) écrit:
"C'est quelques mois après mon retour à Paris que, pour la première fois, je dus affronter le monde juif en tant que guilloreth (convertie). Cela à l'occasion d'une demande en mariage.
Sur l'invitation d'amis de la synagogue libérale, j'assistai un soir de juin 1952 à une conférence donnée par des rabbins consistoriaux d'Alsace-Lorraine. Pendant une pause, entre deux discours, je fus présentée à l'un d'entre eux: célibataire, spirituel, à peine la quarantaine, il avait plutôt l'air d'un poète que d'un rabbin.
Quelques semaines passèrent, le rabbin fit un voyage à Paris pour assister au congrès rabbinique annuel. Sur sa demande, je le rencontrai. Il me fit part de son souhait de m'épouser. "Je suis convertie au judaïsme depuis une année à peine", lui dis-je. Il devint blême, je le regardai stupéfaite. "Je n'ai tout de même pas la lèpre", m'exclamais-je, bouleversée par ce que sa réaction comportait d'insultant pour moi.
[...] Quelques jours plus tard, j'écrivis au rabbin une lettre qui, je le sentais, arrangerait les choses, pour lui comme pour moi. Je lui fis savoir qu'ayant réfléchi à sa proposition je ne pouvais accepter.
Je considérais l'affaire comme terminée. Mais "on" nous avait aperçus dans la rue à Paris, et "on" ne tarda pas à répandre la rumeur que le rabbin était fiancé. Quand "on" sut que "sa fiancée" était une prosélyte récemment convertie, l'enfer fut déchaîné. La bataille fit rage pendant des mois. [...]. Quant au rabbin, si personne ne s'en était mêlé, il aurait probablement accepté mon refus avec soulagement, mais l'opposition des gens ajoutée à mon refus l'incita à poursuivre. Situation paradoxale s'il en fut"
Dans la version de Ruth Blau, elle le rencontre en 1952. Selon la version de Ouriel Ben-David, la relation aurait eu lieu durant 2 ans, de 1951 à 1953, le début en étant l'année où elle s'est convertie.
Si Ruth Blau donne sa version des faits au sujet de sa relation avec Poliatschek, ce dernier préfère garder le silence. Cette relation dure 2 ans, un temps relativement long pour une relation qu'elle affirme rejeter et couvre la période où Ben-David sera emprisonnée à la Petite Roquette, à Paris, pour infraction sur les droits de douane.
À la demande de Poliatschek, le rabbin David Feuerwerker qui officie comme aumônier de prisons à la Petite Roquette, aide Ruth Ben-David emprisonnée, quant à ses conditions de détention et aussi pour obtenir de la nourriture casher.
Il semble que ce soit par Poliatschek que Ben-David rencontre Léon Ashkénazi (« Manitou »).

### Famille
Jean Poliatschek épouse Zahava Lederman le 14 juillet 1954. Elle est née le 18 novembre 1924 et elle est morte le 18 janvier 2015. Elle est la fille de Yaakov Lederman, né en 1895 et mort en 1976 à Jérusalem et de Zviya Coen née en 1895 et morte le 5 mars 1964 à Jérusalem.
Ils ont 3 enfants.

### Mort
Jean Poliatschek est mort le 27 février 1993 à l'âge de 79 ans.